# Ayumi Kurihara
Ayumi Kurihara (栗原 あゆみ, Ayumi Kurihara), née le 13 juillet 1984, est une ancienne catcheuse professionnelle japonaise (le Joshi Puroresu). Elle grandit en marge du milieu du catch. En effet, ses parents tenaient un restaurant, qui n'était pas seulement un endroit où les catcheurs se restauraient, mais un sponsor. Pour se faire accepter dans cette industrie, Ayumi a redoublé d'efforts pour éviter d'être stigmatisée comme étant la fille d'un sponsor.
Durant son adolescence, Ayumi jouait au basketball à l'université de Tokyo. Après ses examens, elle partit travailler dans le restaurant de ses parents.
Lors d'une conférence de presse, le japonaise Ayumi Kurihara a annoncé sa retraite des rings, après 8 ans de carrière. 
Ayumi Kurihara, 28 ans, a indiqué que plusieurs problèmes de santé l'empêchent de continuer, surtout une blessure à la clavicule en date de 2007. Malgré une chirurgie pour placer une prothèse, les matches et chutes à répétitions ont considérablement miné sa santé. Elle a donc décidé de prendre le chemin de la retraite.
Accompagné par Mr. Zaboun, propriétaire de Pro Wrestling WAVE, sa cérémonie d'adieu a eu lieu le 4 août au Korakuen Hall de Tokyo.

## Dans le catch

### Carrière

#### Pro Wrestling WAVE
Lors de Sunday Wave Vol. 14 - Regina Di Wave Final, elle perd contre Kana en demi-finale du tournoi pour le Regina Di WAVE Championship.

#### SHIMMER Women Athletes
Lors de Volume 53, elle perd contre Mercedes Martinez.

### Mouvement
- Mouvements de finition
  - Exploder suplex
  - Flying double knee driver
  - Uranage

- Mouvements spéciaux
  - Abdominal stretch
  - Double knee facebreaker
  - Dropkick, parfois depuis la corde la plus haute top rope
  - Flying double knee attack sur le poteau de coin
  - Spinning facebuster
  - Suicide cross body
  - Turnbuckle armbar

- Musique d'entrée
  - "希望峰" ("Kibouhou") par Strawberry JAM

## Palmarès
- Consejo Mundial de Lucha Libre
  - CMLL World Womens's Championship (en) (1 fois)[réf. nécessaire]

- NEO Japan Ladies Pro Wrestling
  - NEO Singles Championship (1 fois)
  - NEO Tag Team Championship (1 fois) – avec Yoshiko Tamura
  - NWA Women's Pacific Championship (1 fois)
  - Best Bout of the Night (December 31, 2006) – vs. Shu Shibutani

- Pro Wrestling WAVE
  - WAVE Tag Team Championship (1 fois) - avec Kana

- Shimmer Women Athletes
  - Shimmer Tag Team Championship (1 fois) – avec Ayako Hamada[réf. nécessaire]

- Xtreme Latin American Wrestling
  - X–LAW Women Extreme Championship (1 fois)